# Stahlnetz: Das Haus an der Stör
Das Haus an der Stör aus dem Jahre 1963 ist einer der bekanntesten Kriminalfilme aus der Reihe Stahlnetz, die zwischen 1958 und 1968 vom NDR unter der Regie von Jürgen Roland produziert wurden. Wie alle Folgen der Serie beruhte auch dieser Film auf einer wahren Begebenheit, bei der nur Ort und Personen der Handlung geändert wurden. Der Originalfall war hier der Fall Ruth Blaue. In der Verfilmung spielt Rudolf Platte den ermittelnden Kriminalkommissar und Andrea Grosske seine Kollegin. Weitere Rollen sind  mit Mady Rahl, Richard Lauffen, Harry Wüstenhagen, Ernst H. Hilbich, Kurt Jaggberg und Katrin Schaake besetzt.
Die Erstausstrahlung fand am 26. Mai 1963 in der ARD statt und wurde wie die meisten Filme dieser Reihe zu einem Straßenfeger.

## Handlung
Die Geschichte beginnt auf dem Bahnhof der schleswig-holsteinischen Stadt Itzehoe, wo der Leiter der dortigen Mordkommission Oberkommissar Roggenburg und die Leiterin der weiblichen Kriminalpolizei Frau Johannson eine Dienstreise mit der Bahn antreten, die sie über Hamburg-Altona und München nach Bad Tölz führt. Dort sollen die Täter eines Mordfalles verhaftet werden, der bereits 17 Jahre zurückliegt. Frau Johannson, die keinerlei Kenntnisse von dem Fall hat, wird von ihrem Kollegen während der langen Zugfahrt über alle Einzelheiten unterrichtet.
Im extrem kalten Winter 1947 finden zwei Kinder in dem Wasserloch eines zugefrorenen Fischteiches bei Meldorf die Leiche eines ermordeten Mannes, der offensichtlich schon seit vielen Monaten im Wasser gelegen hat. Die Leiche befindet sich in einem mit Schweißdraht verschlossenen Seesack, der mit Mauersteinen beschwert worden ist. Die polizeilichen Untersuchungen führen zu keinem Ergebnis. Selbst die Identität des Toten kann nicht festgestellt werden. So wird der Fall nach relativ kurzer Zeit zu den Akten gelegt.
Roggenburg, der erst 1952 nach Itzehoe gekommen ist, nimmt sich der unaufgeklärten Fälle aus der Vergangenheit an. Einige Jahre später stößt er zufällig auf den ersten Hinweis zu dem alten Mordfall. Nun beginnt für ihn eine mühselige Kleinarbeit. Von den damals über 100 als vermisst gemeldeten Personen, bleiben nach der Überprüfung nur noch zwei übrig, auf die die Beschreibung des Toten passen könnte. Anhand eines Goldzahns kann der Ermordete als Helmut Noack identifiziert werden. Die erste Spur führt zu dem im Gefängnis einsitzenden Einbrecher Eduard Vollmer, der schon 1947 durch die Aussage seiner Ex-Freundin Selma in Verdacht geriet. Doch Roggenburg stellt schon bald dessen Unschuld an dem Verbrechen fest.
Danach untersucht der Kriminalbeamte das private Umfeld des Toten genauer. Die Ermittlungen ergeben, dass der erst mehrere Monate nach Kriegsende nach Meldorf heimgekehrte Noack vorhatte, einen Fuhrbetrieb zu eröffnen. Nach Angaben seiner Frau wollte er in die Ostzone, wo er glaubte, billig an einen Lastwagen kommen zu können. Roggenburg erfährt jedoch, dass ein Freund aus Hamburg ihm einen preisgünstigen Lkw beschaffen konnte, wodurch sich die riskante Fahrt „in die Zone“ erübrigt hätte. Zudem hört Roggenburg, dass ein Bildhauer namens Reinhold schon vor Noacks Heimkehr bei seiner Frau als Untermieter gewohnt hat. Der Beamte, der weiter jeder auch noch so kleinen Spur nachgeht, findet schließlich in einem abgelegenen Haus an dem kleinen Fluss Stör die Lösung des Falles.
Inzwischen sind die beiden Kriminalbeamten am Ziel ihrer Reise angekommen. Auf einem Faschingsball wird die Ehefrau des Ermordeten als Täterin verhaftet. Ihr Geliebter und Komplize Reinhold entzieht sich der Verhaftung durch Selbstmord.

## Die Auflösung
Frau Noack hatte das Haus an der Stör angeblich für ihren Mann gekauft. Dort hat Roggenburg die Überreste von misslungenen Plastiken gefunden: Angefertigt von Herrn Reinhold, mit dem Gesicht von Frau Noack: Diese muss also unmittelbar nach dem Mord an ihrem Mann – bevor sie nach Süddeutschland ging – dort mit Herrn Reinhold zusammengelebt haben. Darüber hinaus wurde bei den Plastiken genau der gleiche Schweißdraht verarbeitet, mit dem auch der improvisierte Leichensack zusammengebunden war.

## Das Urteil
Am Ende des Films wird das Urteil und die Urteilsbegründung in einem Nachsatz erwähnt. Wörtlich heißt es:
„Das Schwurgericht in Itzehoe verurteilte am 24. Mai Hildegard Noack zu lebenslangem Zuchthaus unter gleichzeitiger Aberkennung der bürgerlichen Ehrenrechte auf Lebenszeit. Ihr Komplize Reinhold hatte sich seinen irdischen Richtern durch Selbstmord entzogen. Wenn sich das Gericht auch zu der Ansicht bekannte, dass die tödlichen Schläge nicht von Frau Noack, sondern von ihrem Geliebten Reinhold geführt worden waren, bzw. zuerst zugeschlagen habe, dann, obwohl Noack schon tot war, Frau Noack ebenfalls mit dem Beil auf ihren Mann einhieb, blieb es wegen der Zumessung der Strafe nach § 211 StGB unerheblich, weil es nach § 49 StGB dem Täter zur Begehung einer als Verbrechen oder Vergehen mit Strafe bedrohten Handlung durch Rat oder Tat wissentlich Hilfe geleistet wurde.“

## Der wirkliche Kriminalfall

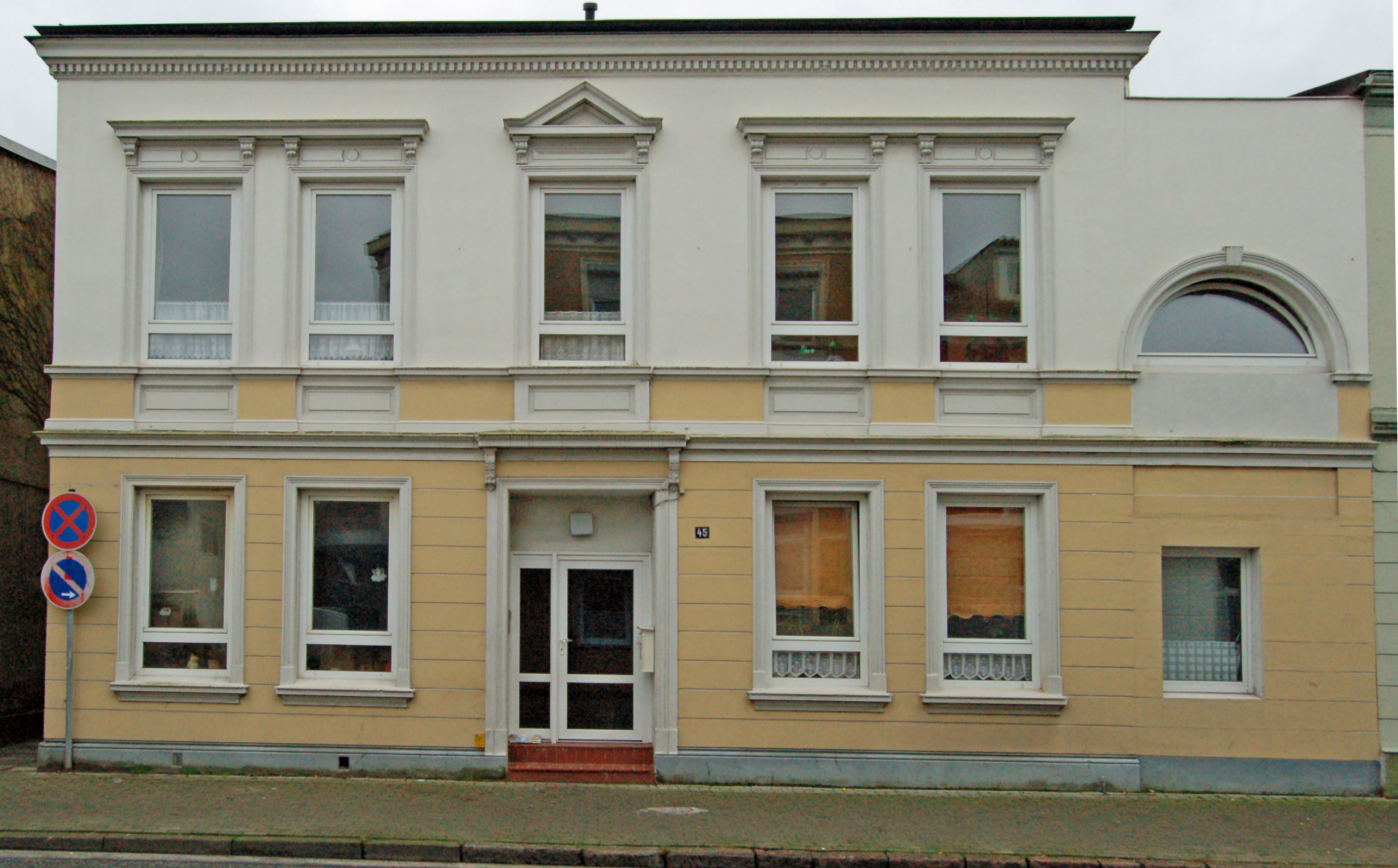
In diesem Haus befand sich die Blaue Stube.

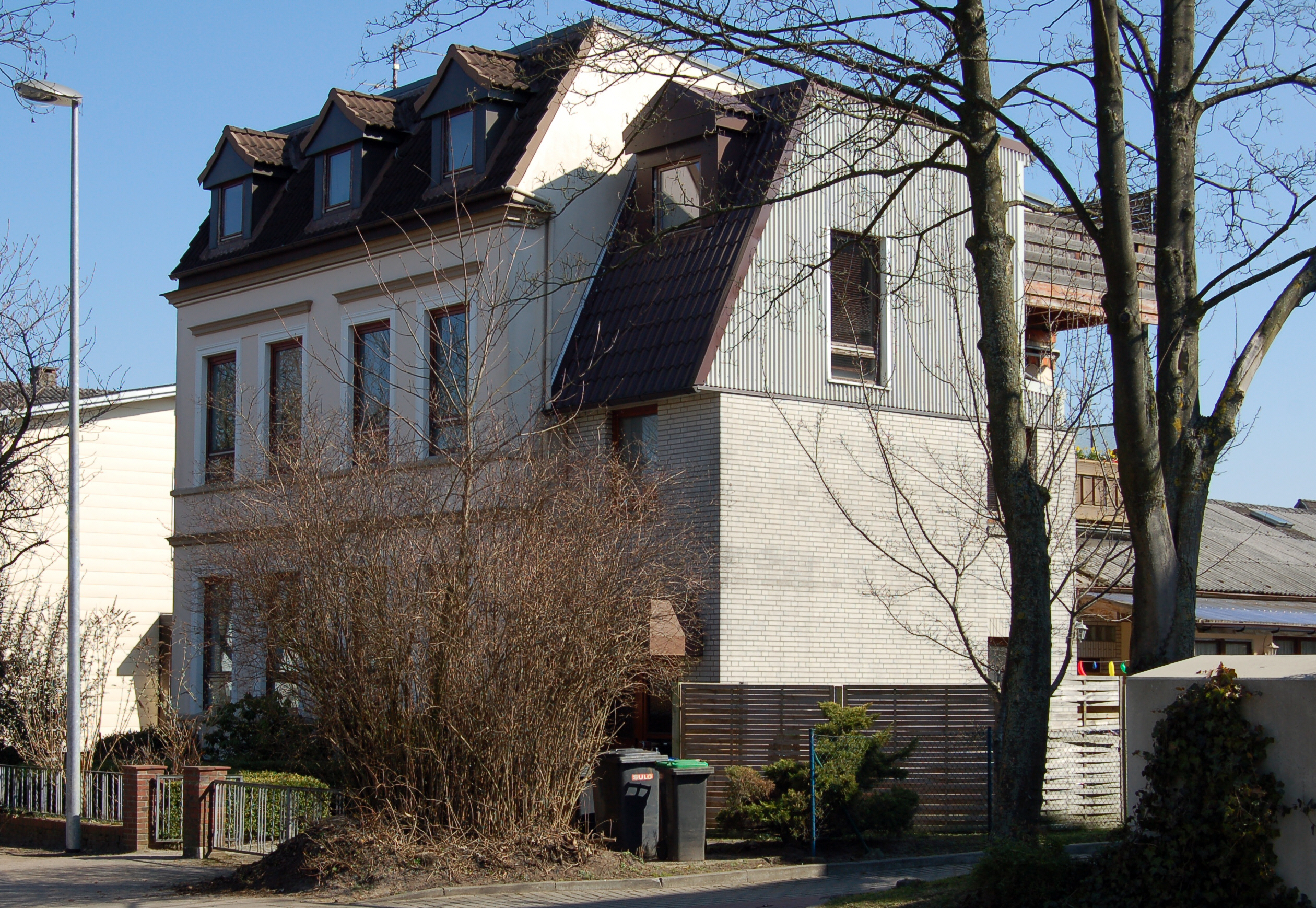
Das Wohnhaus von Ruth Blaue, wo vermutlich der Mord stattfand

Ruth Blaue eröffnete nach dem Krieg in Abwesenheit ihres Mannes John Blaue in Elmshorn das Cafe Blaue Stube mit angeschlossener Buchhandlung. Blaue verliebte sich 1946 in den 10 Jahre jüngeren und ebenfalls kunstsinnigen Bildhauer Horst Buchholz. Er zog bei ihr ein und schnitzte Madonnen mit dem Gesicht von Ruth Blaue. John Blaue war ursprünglich ein gelernter Spediteur und späterer Seemann.
John Blaue arbeitete nach Kriegsende für die Engländer bei der Minensuchräumung in der Nordsee. Im Rahmen dieser Tätigkeit kam er sporadisch (ca. alle vier Wochen) zu seiner Frau nach Elmshorn. 1946 kehrte er endgültig dorthin zurück, er war nie in Kriegsgefangenschaft. Er zog wieder bei seiner Frau ein, der Geliebte blieb ebenfalls. „In der Hauptsache war ich für meinen Mann fürs Bett. Ich hatte Hausfrau und Ehefrau zu sein. Ich hatte doch wirklich nicht die ganze Zeit zu Hause gesessen und gestrickt. Mein Leben war inzwischen weitergegangen“, sagte sie bei Vernehmungen aus.
Im November 1946 verschwand John Blaue plötzlich. Seine Ehefrau Ruth Blaue erzählte den Nachbarn, dass er in die Ostzone gezogen sei, um eine Spedition zu eröffnen. Nach einiger Zeit erstattete Ruth Blaue trotzdem Vermisstenanzeige.

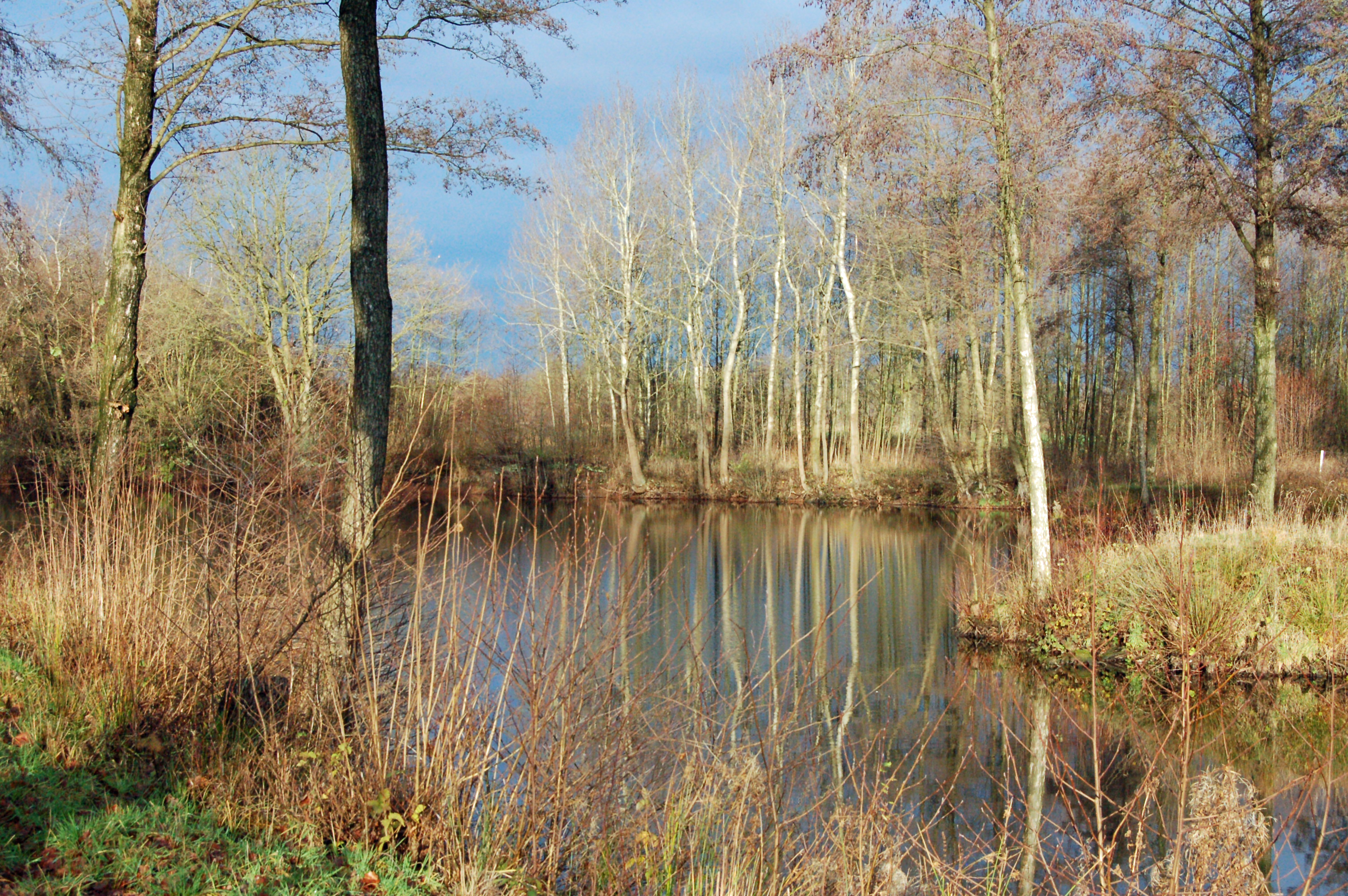
In so einem Badetümpel wurde die halbverweste Leiche gefunden.

Gerd Killisch entdeckte im Sommer 1947 im flachen Badetümpel im Dorf Klein Nordende beim schleswig-holsteinischen Elmshorn einen mit Draht verschnürten Seesack, er enthielt die halbverweste Leiche eines Mannes. Eine Verbindung mit dem vermissten John Blaue wurde zuerst nicht hergestellt. Der in einem Seesack gefundene Kopf besaß einen Goldzahn, Ruth Blaue bestritt, dass ihr Ehemann einen hatte.
1955 brachte der Seesack die Wahrheit ans Licht. Der Draht, der zum Verschnüren des Seesackes benutzt worden war, entsprach dem Typ Draht, mit dem Horst Buchholz seine Kunstwerke verpackte. Ruth Blaue und Horst Buchholz hatten sich zwischenzeitlich im Schwarzwald niedergelassen und wurden verhaftet. Es gab von beiden Aussagen, mehrfache Geständnisse und wiederholte Widerrufe. Ob beide aus Liebe jeweils den Mord allein auf sich nehmen wollten, blieb unklar. Buchholz beging in der Untersuchungshaft Suizid. Ab diesem Zeitpunkt beschuldigte Ruth Blaue ihn als Alleintäter.
Wahrscheinlich wurde John Blaue mit einem Schlafmittel betäubt, dann mit fünf Axthieben getötet. Wer dem Opfer die tödlichen Hiebe beibrachte, konnte nicht geklärt werden. Das Paar transportierte die verpackte Leiche auf einem Fahrrad zu dem Badetümpel und feierte danach ein Geburtstagsfest.
Im November 1955 wurde Ruth Blaue vom Gericht in Itzehoe wegen gemeinschaftlich begangenen Mordes an John Blaue zu lebenslangem Zuchthaus und Verlust der bürgerlichen Ehrenrechte verurteilt. Anfang 1969 wurde sie wegen einer unheilbaren Krebserkrankung vorzeitig aus der Haft entlassen. Bis zu ihrem Tod am 27. Dezember 1972 bestritt sie jede Beteiligung an dem Mord.

## Medien
Das Haus an der Stör ist in zwei Versionen erschienen:
- Die Filmversion auf DVD als Teil der 2005 erschienenen Serien-Box Stahlnetz (4er-Schuber mit allen 22 Folgen), ISBN 3-86635-005-8.
- Die Hörspielfassung als CD in Der Audio Verlag, Berlin 2005, ISBN 3-89813-459-8. Sie enthält die überarbeitete Tonspur des Films. Zum Teil wurden Szenen, die im Film nur dem Rahmen dienen aber die Handlung nicht weiterbringen, geschnitten (z. B. die Szene mit dem Mädchen im Zug).

2009 wurde dem Mordfall eine Folge in der ARD-Dokumentationsreihe Wenn Frauen morden mit dem Titel Madonna oder Mörderin gewidmet (Erstsendung am 12. Januar).